# Чужий костюм, частина 2
«Чужий костюм», частина 2 (англ. The Alien Costume, Part Two) — восьма серія мультсеріалу "Людина-павук" 1994 року, продовження серії "Чужий костюм, частина 1".

## Сюжет
Полювання на Людину-павука, розпочате Джоною Джеймсоном, продовжується. Людина-павук намагається очистити своє ім'я. Одного разу, пролітаючи містом, на Пітера нападають люди зі звуковим бластером. Костюм-симбіот починає розповзатися, але рятує себе і свого носія. Він попереджає Едді Брока і Джеймсона, що якщо полювання не закінчиться, він розбереться з ними. Від госпіталізованого сина Джеймсон дізнається, що Людина-павук не викрадав "Прометей Ікс", а це зробив Носоріг, відміняє полювання і звільняє Брока. 
Людина-павук дізнається у доктора Курта Коннорса, що костюм — живий організм, який намагається перетворити Павука на свого раба. Людина-павук проникає у дім Брока, щоб знайти фотографії Носорога, а на Брока нападає Шокер, посланець КінгПіна. Пітер рятує Брока, проникає у лігво Шокера і забирає "Прометей Ікс". Елістер Сміт і Шокер викрадають сина Джони і вимагають Павука повернути "Прометей Ікс". Пітер і Джеймсон їдуть до старої церкви, де повинні влаштувати обмін. Вони повертають Джоні сина, але Шокер не задоволений і нападає на Людину-павука. Раптом на Пітера нападає й Брок, щоб помститися. Пітер зв'язує Брока павутиною і ледь не вбиває Шокера, але вчасно одумується. Раптом церкв'яні дзвони починають бити і симбіот не витримує. Він злізає з Пітера, але налізає на зв'язаного Брока. Таким чином Едді перетворюється на кровожерливого Венома.

## У ролях
- Крістофер Деніел Барнс — Пітер Паркер/Людина-павук
- Генк Азарія — Едді Брок/Веном
- Роско Лі Браун — Вілсон Фіск/КінгПін
- Максвелл Колфілд — Елістер Сміт
- Джим Каммінгс — Герман Шульц/Шокер
- Дон Старк — Алекс О'Гірн/Носоріг
- Едвард Еснер — Джона Джеймсон
- Майкл Гортон — Джон Джеймсон
- Джозеф Кампанелла — доктор Курт Коннорс/Ящір